# Изложба „Простор” (1979)
Изложба „Простор” се одржала у периоду од 12. до 31. јула у галерији Удружења ликовних уметника Србије, у улици Масарикова 4, и од 6. септембра до 30. октобра 1979. године у слободном простору Сава центра у Београду.

## Жири
Експонате за изложбу је одабрао жири у саставу:
- Ангелина Гаталица, председник жирија
- Венија Вучинић Турински
- Татјана Јакшић
- Владимир Комад
- Братислав Љубишић
- Мома Марковић

## Излагачи
1. Милун Видић
2. Ана Виђен
3. Никола Вукосављевић
4. Ратко Вулановић
5. Милија Глишић
6. Драган Димитријевић
7. Светислав Здравковић
8. Душан Марковић
9. Славољуб Радојчић
10. Славољуб Станковић Вава
11. Милорад Ступовски
12. Јелисавета Шобер Поповић